# Сушилине
Суши́лине — село в Україні, у Миколаївській селищній громаді Сумського району Сумської області. Населення становить 242 особи. До 2016 орган місцевого самоврядування — Миколаївська селищна рада.

## Географія
Село Сушилине примикає до селища Миколаївка. По селу тече струмок, що пересихає із загатами. Поруч пролягають автомобільні шляхи Т 1918 і Т 2504. На відстані 1 км пролягає газопровід Уренгой-Ужгород.

## Історія
- Село постраждало внаслідок геноциду українського народу, проведеного урядом СССР 1923—1933 та 1946–1947 роках.
- 12 червня 2020 року, відповідно до розпорядження Кабінету Міністрів України № 723-р «Про визначення адміністративних центрів та затвердження територій територіальних громад Сумської області», село увійшло до складу Миколаївської селищної громади[1].
- 19 липня 2020 року, в результаті адміністративно-територіальної реформи та ліквідації Білопільського району, село увійшло до складу новоутвореного Сумського району[2].

## Населення

### Мова
Розподіл населення за рідною мовою за даними :
| Мова            | Кількість | Відсоток |
| --------------- | --------- | -------- |
| українська      | 228       | 94.22%   |
| російська       | 13        | 5.37%    |
| інші/не вказали | 1         | 0.41%    |
| Усього          | 242       | 100%     |

## Економіка
- Птахо-тваринна ферма.

## Соціальна сфера
- Школа І ст.

## Відомі особистості
В поселенні народився:
- Гончаренко Іван Григорович (1920—1945) — радянський лейтенант,.